# 피아노 소나타 3번 (모차르트)
볼프강 아마데우스 모차르트의 피아노 소나타 3번 B♭ 장조, K. 281 / 189f는 세 악장으로 구성된 피아노 소나타이다.
1. Allegro
2. Andante amoroso
3. Rondo (allegro)

일반적으로 14분이 연주하는데 소요됩니다.
이 피아노 소나타는 1774년 말부터 다음해 3월 초까지 뮌헨에 있었을 때 모차르트가 작곡한 것으로 기교적인 작품이다.